# Châtel-Moron
Châtel-Moron település Franciaországban, Saône-et-Loire megyében. Lakosainak száma 83 fő (2022. január 1.). Châtel-Moron Saint-Bérain-sur-Dheune, Barizey, Jambles, Morey, Sainte-Hélène, Saint-Mard-de-Vaux és Villeneuve-en-Montagne községekkel határos.

## Népesség
A település népességének változása:
| Lakosok száma | 90   | 95   | 100  | 102  | 97   | 92   | 87   | 86   | 83   |
|               | 2013 | 2015 | 2016 | 2017 | 2018 | 2019 | 2020 | 2021 | 2022 |